# Stav Shaffir
Stav Shaffir (en hebreo: סתיו שפיר‎; nacida el 17 de mayo de 1985) es la miembro más joven de la Knéset en la historia de Israel. Shaffir es reconocida como uno de los miembros más activos de la oposición de izquierda. Shaffir es famosa por su combate en contra de la corrupción gubernamental, la promoción de políticas sociales enfocadas en los precios de la vivienda y por promover mayor transparencia en la asignación de presupuestos. Shaffir llegó a la política después de haberse convertido en la portavoz de las protestas sociales en Israel de 2011 en contra de los altos precios de la vivienda y los recortes al estado del bienestar. Shaffir llegó en segundo lugar en las primarias del Partido Laborista Israelí en 2015, únicamente detrás de Shelly Yachimovich. Actualmente preside el comité de transparencia en la Knéset y el comité de transparencia gubernamental de la OECD.

## Reseña biográfica
Shaffir nació en Netanya en una familia judía cuyos orígenes se remontan a Irak, Lituania, Polonia y Rumania. Shaffir fue una editora de la revista Bamahane en las Fuerzas de Defensa Israelíes. Una vez concludio su servicio militar, Shaffir obtuvo la beca del programa Olive Tree para cursar su licenciatura en programa conjunto con estudiantes palestinos en la Universidad de la ciudad de Londres. Por siete años, antes de iniciar su carrera política, Shaffir trabajó como editora y periodista para distintos medios, incluyendo National Geographic, Mako, Yedioth Ahronoth y Xnet.

## Activismo Social
Stav Shaffir, junto con Daphni Leef e Itzik Shmuli fue la fundadora, organizadora y líder no oficial de las protestas sociales en Israel de 2011 (similares a los movimientos 15-M en España y Occupy Wall Street en Estados Unidos). En estas protestas, más de medio million de personas salieron a las calles para manifestarse en contra de los altos precios de la vivienda, la corrupción y el resquebrajamiento del estado de bienestar. Shaffir se convirtió también en la vocera del movimiento. Un debate televisado con la MK Miri Regev, miembro del partido de derecha Likud, catapultó a Shaffir a la esfera pública. Además de organizar las protestas, Shaffir se dedicó a cabildear a miembros del parlamento para promover políticas sociales hasta que anunció su intención de convertirse en miembro de la Knesset en 2012.

## Carrera política
En 2012, el Partido Laborista le propuso unirse al partido para participar en las elecciones legislativas. Shaffir presentó oficialmente su candidatura en octubre de 2012 convirtiéndose en la primera figura del movimiento social de 2011 en ingresar en la política, antes de que Itzik Shmuli se uniera también a la lista del Partido Laborista Shaffir placed 9th. Shaffir obtuvo el noveno puesto en las primarias del partido, subiendo al octavo luego de la dimisión de Amir Peretz, que se unió al partido recién creado Hatnuah. En su segunda participación en las primarias, en enero de 2015, Shaffir se colocó en segundo lugar, ocupando el tercer lugar en la lista del partido (después del entonces líder del partido Isaac Herzog y Shelly Yachimovich). En la lista combinada del Laborista-Hatnuah, Shaffir ocupa el cuarto lugar, detrás de Tzipi Livni, líder de Hatnuah. Elegida a los 27 años, Shaffir ha sido la integrante más joven de la Knéset de todos los tiempos. Shaffir es también el MK con el valor neto más bajo, un total de solo 20,000 dólares, y no posee ni un apartamento ni un automóvil. Shaffir fue uno de los ocho miembros que renunciaron a su aumento de sueldo en 2015.

## Transparencia presupuestaria
El logro más importante de Shaffir durante su primer mandato fue establecer mayor transparencia financiera en el presupuesto estatal israelí como miembro del Comité de Finanzas de la Knesset. Por primera vez en 30 años, el Ministerio de Finanzas acordó publicar las transferencias presupuestarias en línea antes de las reuniones plenarias para que los miembros del Knesset y los votantes puedan así rastrear el flujo del dinerp. Anteriormente, la administración del Comité de Finanzas permitía que los miembros del parlamento votaran sobre las transferencias presupuestarias de miles de millones de nuevos séquels israelíes, sin contar con los datos adecuados y tiempo para revisar los presupuestos. Una vez establecidos estos procesos, Shaffir logró descubrir que parte del presupuesto destinado al desarrollo de comunidades pobres en Israel se destinaba a organizaciones de extrema derecha y al desarrollo de asentamientos en Cisjordania.

## Comisión de Transparencia de la OCDE
Recientemente, Shaffir fue nombrada presidenta de la Comisión de Transparencia establecida dentro de la OCDE. El Comité es una iniciativa conjunta dirigida por Shaffir, el Ministerio de Asuntos Exteriores de Israel y el representante de la OCDE en Israel. La misión de este comité es compartir conocimiento, investigación y métodos entre los diferentes parlamentos de todo el mundo, con la meta de exponer y poner fin a la corrupción política. La primera reunión se celebró en París el 12 de febrero de 2017, en la que participaron representantes de más de 90 países.